# NGC 496

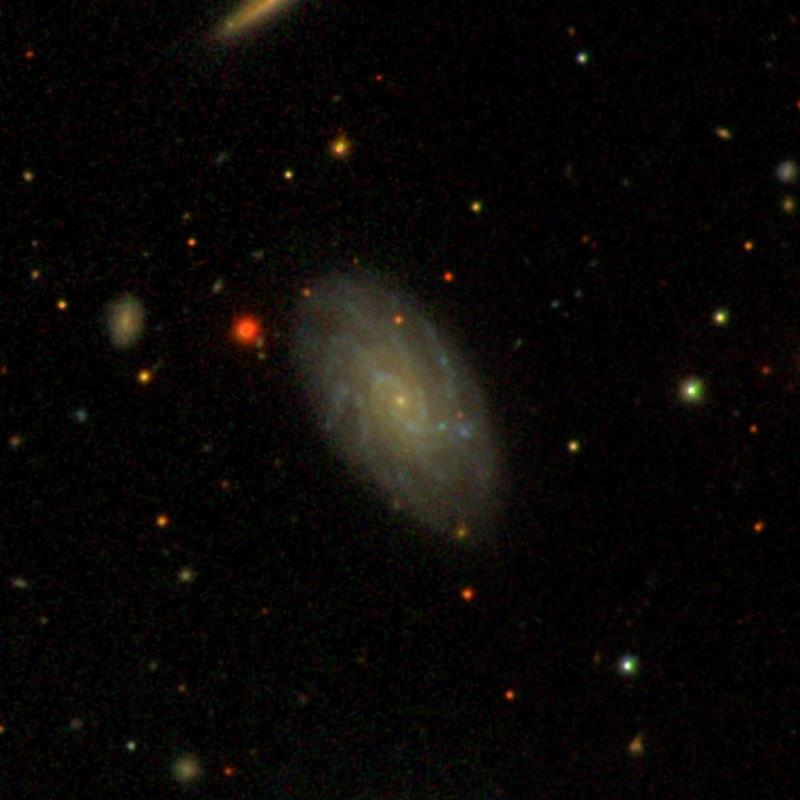

NGC 496 (hay còn gọi với những cái tên khác là ), là một thiên hà hình hạt đậu nằm trong chòm sao Song Ngư. Khoảng cách của chúng với hệ mặt trời của chúng ta xấp xỉ khoảng 250 triệu năm ánh sáng. Vào ngày 12 tháng 9 năm 1784, nhà thiên văn học người Anh gốc Đức tên là William Herschel phát hiện.

## Lịch sử quan sát
Thiên hà này được phát hiện cùng một lúc với hai thiên hà khác có tên là NGC 495 và NGC 496. Ban đầu, William Herchel mô tả sự phát hiện rằng "cụm ba thiên hà này tạo thành một hình tam giác" (tiếng Anh:"Three [NGC 499 along with NGC 495 and 496], eS and F, forming a triangle.").
Vào đêm tiếp theo, ông tiếp tục quan sát bộ 3 thiên hà này và thêm nhiều chi tiết hơn nữa:"Góc bên phải là NGC 499, phía trước nó là NGC 496 và về phía Bắc là NGC 496. Hai thiên hà NGC 495 và NGC 496 thì vô cùng mờ nhạt và khó có thể hình dung được, còn NGC 499 thì tuy to hơn, sáng hơn nhưng vẫn khó có thể thấy rõ.
Sau đó, một kĩ sư người Ireland tên là Bindon Blood Stoney quan sát. Vị trí của nó được ghi vào danh sách các thiên thể NGC.

## Dữ liệu hiện tại
Theo như quan sát, đây là thiên hà thuộc chòm sao Song Ngư. Và dưới đây là một số dữ liệu khác:
Xích kinh 01h 23m 11.6s
Độ nghiêng +33° 31′ 45″
Redshift +0.020258 ± 0.000093
Vận tốc xuyên tâm (Tốc độ xuyên tâm) (6011.7 ± 27.8) km/s
Khoảng cách 250 triệu năm ánh sáng<ref name=distance>
Độ lớn biểu kiến (V) 13.4
Loại thiên hà Sbc
Kích thước biểu kiến 1.6' × 0.9'